# Шипшина оторочена
Шипшина оторочена (Rosa marginata) (шипшина Юндзілла як Rosa jundzillii, шипшина Юндзіла як Rosa jundzillii) — вид рослин з родини розових (Rosaceae); поширений у центральній і південній Європі, Туреччині й на Кавказі. Етимологія: лат. marginātus — той що має межу.

## Опис
Зазвичай невисокий (до 1 м, іноді, однак, до 3 м заввишки), нещільний кущ. Колючки прямі або вигнуті, нечисленні, тонкі, дуже рідко з домішкою дрібних прямих голчастих шипиків; дуже часто пагони без шипів. Листочків 5–9, голі, 25–48 мм завдовжки, оберненояйцюваті або еліптичні, тупі або гострі, голі або зрідка знизу на жилах запушені, знизу частіше розсіяно-залозисті, з сильно опуклими жилками. Прилистки великі, залозисті на краях. Квітки поодинокі або по 2–6. Квітконіжка 10–20 мм довжиною залозисто-щетиниста. Чашолистки 18–25 мм довжиною, коротші від пелюсток, слабо розширені на верхівці, тонко-перисті, з 2–4 перами з кожного боку, відігнуті донизу або рідше злегка розпростерті, залишаються до дозрівання плодів. Віночок до 8 см в діаметрі, пелюстки великі, 20–30 мм завдовжки, яскраво-рожеві. Плід 2.5–3 см у діаметрі, кулястий або яйцюватий, звужений угорі в коротку шийку
Період цвітіння: травень — до липня.

## Поширення
Поширений у центральній і південній Європі, Туреччині й на Кавказі; вимерлий у Швеції.
В Україні вид зростає на відкритих схилах і кам'янистих відслоненнях, переважно вапнякових — на Правобережжі в західному і правобережного Лісостепу, у Карпатах, заходить у Полісся та степові райони, на Лівобережжі — на півдні Середньоруської височини.